# Johannes Kapp

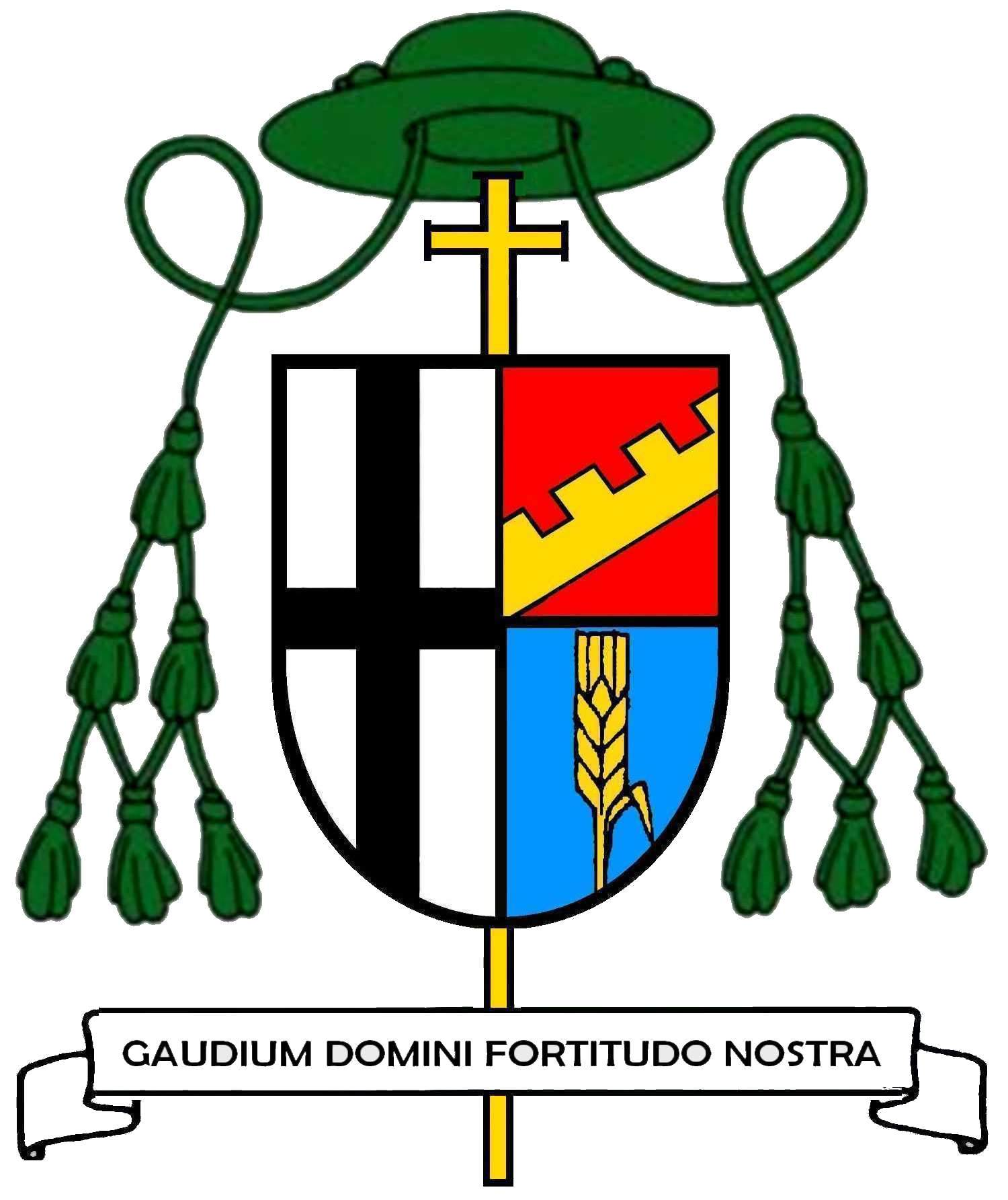
Wappen Johannes Kapp, Titularbischof von Melzi, Weihbischof in Fulda (1976–2004)

Johannes Kapp (* 14. Mai 1929 in Burguffeln; † 22. September 2018 in Kassel) war Weihbischof im Bistum Fulda.

## Leben
Johannes Kapp, Sohn eines Gutsinspektors, wuchs in Burguffeln bei Hofgeismar auf. Er trat nach dem Besuch des Domgymnasiums in Fulda 1948 in das Priesterseminar ein. Er studierte Philosophie an der Theologischen Fakultät Fulda und Theologie an der Universität Bonn. Am 3. April 1954 empfing er durch den Fuldaer Bischof Johannes Baptist Dietz im Fuldaer Dom die Priesterweihe. Er war zunächst als Geistlicher Assistent am Bischöflichen Konvikt sowie Religionslehrer am heutigen Freiherr-vom-Stein-Gymnasium.
1963 wurde Kapp, als Nachfolger von Alfons Maria Lins, Pfarrer und ab 1971 Dechant in Bad Orb. 1975 wurde er zum Domkapitular gewählt und wurde Regens des Bischöflichen Priesterseminars in Fulda.
Am 8. Juli 1976 wurde er von Papst Paul VI. zum Weihbischof im Bistum Fulda bestellt und zum Titularbischof von Melzi ernannt. Die Bischofsweihe spendete ihm Bischof Eduard Schick am 12. September 1976 im Hohen Dom zu Fulda. Mitkonsekratoren waren der Paderborner Weihbischof und spätere Kurienkardinal Paul Josef Cordes sowie der Hildesheimer Weihbischof Heinrich Machens. Sein Wahlspruch war Gaudium Domini fortitudo nostra – Die Freude am Herrn ist unsere Stärke (nach Nehemia 8,10 ).
1977 folgte die Ernennung zum Bischofsvikar für die Ständigen Diakone und gleichzeitig die Ernennung zum Personalreferenten für Priester und Ständige Diakone. 1980 wurde er Domdechant und hatte bis 1983 die Leitung der neuen Personalabteilung im Generalvikariat inne. Zudem initiierte die umfangreichen Restaurierungsarbeiten in der Fuldaer Kathedralkirche. 1983 wurde er Dekan des Domkapitels. Er war 1989 Initiator der Gründung der Fuldaer Mädchenkantorei und Domsingknaben. Er war Kommissionsmitglied bei der Deutschen Bischofskonferenz und Beauftragter zur Regentenkonferenz und für die Berufungspastoral.
Nach dem Tod von Erzbischof Johannes Dyba war Johannes Kapp 2000/2001 Diözesanadministrator. Am 13. Juli 2004 wurde seinem altersbedingten Rücktrittsgesuch von Papst Johannes Paul II. stattgegeben. Es folgte ihm im Amt Karlheinz Diez.
Kapp war Vorsitzender des Kuratoriums des Winfried-Preises. Er war seit Studientagen 1950 Mitglied der katholischen Studentenverbindung KDStV Bavaria Bonn im CV.
Im Zuge der Aufarbeitung des Missbrauchsskandals im Bistum Fulda wurde Kapp vorgeworfen, nicht genügend zur Aufarbeitung von Missbrauchsvorwürfen getan zu haben. Vielmehr habe er Verdachtsmomente oft aktiv abgewiegelt. Erzbischof Johannes Dyba hatte die Verantwortung an Weihbischof Kapp delegiert. Inwieweit Dyba selbst am Abwiegeln beteiligt war, konnte nicht ausreichend geklärt werden.

## Schriften
- Gott den Menschen nahebringen. Predigten aus 50 Priesterjahren, Parzeller, Fulda 2004, ISBN 3-7900-0363-8
- Berufen zum priesterlichen Dienst, Parzeller, Fulda 2009, ISBN 978-3-00-027439-8